# IJsland op het wereldkampioenschap voetbal 2018
IJsland is een van de deelnemende landen aan het Wereldkampioenschap voetbal 2018 in Rusland. Het is de eerste deelname voor het land, nadat ze het Wereldkampioenschap voetbal 2014 nipt misten na verlies in de barrages. Het is het tweede opeenvolgende grote tornooi waar IJsland op aanwezig is, na het Europees kampioenschap voetbal 2016, waar ze eveneens debuteerden. Heimir Hallgrímsson is de bondscoach. IJsland eindigde laatste in de groepsfase en werd zodoende uitgeschakeld.

## Kwalificatie

### Kwalificatieduels
|                        |                |       |                       |                                                      |
| 5 september 2016 20:45 | Oekraïne       | 1 − 1 | IJsland               | NSK Olimpiejsky, Kiev Scheidsrechter: Clément Turpin |
| 5 september 2016 20:45 | Yarmolenko 42' |       | 6' Alfreð Finnbogason | NSK Olimpiejsky, Kiev Scheidsrechter: Clément Turpin |

|                      |                                                                 |       |                   |                                                                                   |
| 6 oktober 2016 20:45 | IJsland                                                         | 3 − 2 | Finland           | Laugardalsvöllur, Reykjavik Toeschouwers: 9.548 Scheidsrechter: Svein Oddvar Moen |
| 6 oktober 2016 20:45 | Kári Árnason 37' Alfreð Finnbogason 90' Ragnar Sigurðsson 90+6' |       | 21' Pukki 39' Lod | Laugardalsvöllur, Reykjavik Toeschouwers: 9.548 Scheidsrechter: Svein Oddvar Moen |

|                      |                                          |       |         |                                                                                  |
| 9 oktober 2016 20:45 | IJsland                                  | 2 − 0 | Turkije | Laugardalsvöllur, Reykjavik Toeschouwers: 9.775 Scheidsrechter: Mark Clattenburg |
| 9 oktober 2016 20:45 | Toprak 42' (e.d.) Alfreð Finnbogason 44' |       |         | Laugardalsvöllur, Reykjavik Toeschouwers: 9.775 Scheidsrechter: Mark Clattenburg |

|                        |                     |       |         |                                                         |
| 12 november 2016 18:00 | Kroatië             | 2 − 0 | IJsland | Maksimirstadion, Zagreb Scheidsrechter: Gianluca Rocchi |
| 12 november 2016 18:00 | Brozović 15', 90+1' |       |         | Maksimirstadion, Zagreb Scheidsrechter: Gianluca Rocchi |

|                     |           |       |                                                     |                                                                                             |
| 24 maart 2017 20:45 | Kosovo    | 1 − 2 | IJsland                                             | Loro Boriçistadion, Shkodër (Albanië) Toeschouwers: 6.832 Scheidsrechter: Artur Soares Dias |
| 24 maart 2017 20:45 | Nuhiu 52' |       | 25' Björn Bergmann Sigurðarson 35' Gylfi Sigurðsson | Loro Boriçistadion, Shkodër (Albanië) Toeschouwers: 6.832 Scheidsrechter: Artur Soares Dias |

|                    |                               |       |         |                                                                                          |
| 11 juni 2017 20:45 | IJsland                       | 1 − 0 | Kroatië | Laugardalsvöllur, Reykjavik Toeschouwers: 9.775 Scheidsrechter: Alberto Undiano Mallenco |
| 11 juni 2017 20:45 | Hörður Björgvin Magnússon 90' |       |         | Laugardalsvöllur, Reykjavik Toeschouwers: 9.775 Scheidsrechter: Alberto Undiano Mallenco |

|                        |         |       |         |                                                                            |
| 2 september 2017 18:00 | Finland | 1 − 0 | IJsland | Ratinastadion, Tampere Toeschouwers: 15.835 Scheidsrechter: Pavel Královec |
| 2 september 2017 18:00 | Ring 8' |       |         | Ratinastadion, Tampere Toeschouwers: 15.835 Scheidsrechter: Pavel Královec |

|                        |                           |       |          |                                                                                |
| 5 september 2017 20:45 | IJsland                   | 2 − 0 | Oekraïne | Laugardalsvöllur, Reykjavik Toeschouwers: 9.769 Scheidsrechter: William Collum |
| 5 september 2017 20:45 | Gylfi Sigurðsson 47', 66' |       |          | Laugardalsvöllur, Reykjavik Toeschouwers: 9.769 Scheidsrechter: William Collum |

|                      |         |                                                                   |         |                                                                                           |
| 6 oktober 2017 20:45 | Turkije | 0 − 3                                                             | IJsland | Eskişehir Atatürkstadion, Eskişehir Toeschouwers: 30.390 Scheidsrechter: Szymon Marciniak |
| 6 oktober 2017 20:45 |         | 32' Jóhann Berg Guðmundsson 39' Birkir Bjarnason 50' Kári Árnason |         | Eskişehir Atatürkstadion, Eskişehir Toeschouwers: 30.390 Scheidsrechter: Szymon Marciniak |

|                      |                                                  |       |        |                                                                                |
| 9 oktober 2017 20:45 | IJsland                                          | 2 − 0 | Kosovo | Laugardalsvöllur, Reykjavik Toeschouwers: 9.775 Scheidsrechter: Harald Lechner |
| 9 oktober 2017 20:45 | Gylfi Sigurðsson 41' Jóhann Berg Guðmundsson 69' |       |        | Laugardalsvöllur, Reykjavik Toeschouwers: 9.775 Scheidsrechter: Harald Lechner |

### Eindstand groep I
| Pos. | Land     | GW | W | G | V | DV | DT | DS  | Ptn |
| ---- | -------- | -- | - | - | - | -- | -- | --- | --- |
| 1    | IJsland  | 10 | 7 | 1 | 2 | 16 | 7  | +9  | 22  |
| 2    | Kroatië  | 10 | 6 | 2 | 2 | 15 | 4  | +11 | 20  |
| 3    | Oekraïne | 10 | 5 | 2 | 3 | 13 | 9  | +4  | 17  |
| 4    | Turkije  | 10 | 4 | 3 | 3 | 14 | 13 | +1  | 15  |
| 5    | Finland  | 10 | 2 | 3 | 5 | 9  | 13 | –4  | 9   |
| 6    | Kosovo   | 10 | 0 | 1 | 9 | 3  | 24 | –21 | 1   |

## WK-voorbereiding

### Wedstrijden
|                                                  |                         |       |                       |                                                                                    |
| 8 november 2017 «onderlinge duels» 14:45 (UTC+3) | IJsland                 | 1 – 2 | Tsjechië              | Abdullah bin Khalifastadion, Doha (Qatar) Scheidsrechter: Khamis Mohamed Al Kuwari |
| 8 november 2017 «onderlinge duels» 14:45 (UTC+3) | Kjartan Finnbogason 77' |       | 19' Souček 65' Sýkora | Abdullah bin Khalifastadion, Doha (Qatar) Scheidsrechter: Khamis Mohamed Al Kuwari |

|                                                   |             |       |                           |                                                                                            |
| 14 november 2017 «onderlinge duels» 16:30 (UTC+3) | Qatar       | 1 – 1 | IJsland                   | Abdullah bin Khalifastadion, Doha (Qatar) Toeschouwers: 2.758 Scheidsrechter: Omar Mubarak |
| 14 november 2017 «onderlinge duels» 16:30 (UTC+3) | Muntari 90' |       | 26' Vidar Örn Kjartansson | Abdullah bin Khalifastadion, Doha (Qatar) Toeschouwers: 2.758 Scheidsrechter: Omar Mubarak |

|                                                  |             |       |                                                              |                                                                              |
| 14 januari 2018 «onderlinge duels» 19:00 (UTC+7) | Indonesië   | 1 – 4 | IJsland                                                      | Bung Karnostadion, Jakarta Toeschouwers: 36.220 Scheidsrechter: Yusuke Araki |
| 14 januari 2018 «onderlinge duels» 19:00 (UTC+7) | Armaiyn 29' |       | 45+2', 66' (pen.), 72' Albert Guðmundsson 59' Arnór Smárason | Bung Karnostadion, Jakarta Toeschouwers: 36.220 Scheidsrechter: Yusuke Araki |

|                                                |                             |       |         | |
| 24 maart 2018 «onderlinge duels» 03:30 (UTC+1) | Mexico                      | 3 – 0 | IJsland | Levi's Stadium, San Francisco (Verenigde Staten) Toeschouwers: 68.917 Scheidsrechter: Armando Villarreal |
| 24 maart 2018 «onderlinge duels» 03:30 (UTC+1) | Fabián 37' Layún 64', 90+1' |       |         | Levi's Stadium, San Francisco (Verenigde Staten) Toeschouwers: 68.917 Scheidsrechter: Armando Villarreal |

|                                                |                        |       |                                 |                                                                       |
| 28 maart 2018 «onderlinge duels» 02:00 (UTC+2) | IJsland                | 1 – 3 | Peru                            | Red Bull Arena, Harrison (Verenigde Staten) Scheidsrechter: Ted Unkel |
| 28 maart 2018 «onderlinge duels» 02:00 (UTC+2) | Jón Guðni Fjóluson 22' |       | 3' Tapia 58' Ruidíaz 75' Farfán | Red Bull Arena, Harrison (Verenigde Staten) Scheidsrechter: Ted Unkel |

|                                              |                                                    |       |                                  |                                                                                |
| 2 juni 2018 «onderlinge duels» 22:00 (UTC+2) | IJsland                                            | 2 – 3 | Noorwegen                        | Laugardalsvöllur, Reykjavik Toeschouwers: 3.172 Scheidsrechter: Jonas Eriksson |
| 2 juni 2018 «onderlinge duels» 22:00 (UTC+2) | Alfreð Finnbogason 30' (pen.) Gylfi Sigurðsson 70' |       | 15' Johnsen 80' King 85' Sørloth | Laugardalsvöllur, Reykjavik Toeschouwers: 3.172 Scheidsrechter: Jonas Eriksson |

|                                              |                                        |       |                     |                                                                               |
| 7 juni 2018 «onderlinge duels» 22:00 (UTC+2) | IJsland                                | 2 – 2 | Ghana               | Laugardalsvöllur, Reykjavik Toeschouwers: 9.723 Scheidsrechter: Robert Madley |
| 7 juni 2018 «onderlinge duels» 22:00 (UTC+2) | Kári Árnason 6' Alfreð Finnbogason 40' |       | 66' Nuhu 87' Partey | Laugardalsvöllur, Reykjavik Toeschouwers: 9.723 Scheidsrechter: Robert Madley |

## Het wereldkampioenschap
Op 1 december 2017 werd er geloot voor de groepsfase van het Wereldkampioenschap voetbal 2018. IJsland werd samen met Argentinië, Kroatië en Nigeria ondergebracht in groep D en kreeg daardoor Moskou, Wolgograd en Rostov aan de Don als speelsteden.
Sportmerk: Erreà
| Thuis | Uit | Doelman |

### Selectie en statistieken
| Nr. | Naam                       | Geboortedatum | GW |   |   |   |   |   |   | Club                 | Positie(s) |
| --- | -------------------------- | ------------- | -- | - | - | - | - | - | - | -------------------- | ---------- |
| 1   | Hannes Þór Halldórsson     | 27-04-1984    | 3  | 0 | 0 | 0 | 0 | 0 | 0 | Randers FC           | DM         |
| 2   | Birkir Már Sævarsson       | 11-11-1984    | 3  | 0 | 1 | 0 | 0 | 0 | 0 | Valur Reykjavík      | RA, LA     |
| 3   | Samúel Friðjónsson         | 22-02-1996    | 0  | 0 | 0 | 0 | 0 | 0 | 0 | Vålerenga IF         | CV, VM     |
| 4   | Albert Guðmundsson         | 15-06-1997    | 1  | 0 | 0 | 0 | 0 | 1 | 0 | PSV                  | LV, RV     |
| 5   | Sverrir Ingi Ingason       | 05-08-1993    | 2  | 0 | 0 | 0 | 0 | 1 | 0 | FK Rostov            | CV         |
| 6   | Ragnar Sigurðsson          | 19-06-1986    | 3  | 0 | 0 | 0 | 0 | 0 | 2 | FK Rostov            | CV         |
| 7   | Jóhann Berg Guðmundsson    | 27-10-1990    | 2  | 0 | 0 | 0 | 0 | 0 | 1 | Burnley FC           | RV         |
| 8   | Birkir Bjarnason           | 27-05-1988    | 3  | 0 | 0 | 0 | 0 | 0 | 1 | Aston Villa          | LV, CM     |
| 9   | Björn Bergmann Sigurðarson | 26-02-1991    | 3  | 0 | 0 | 0 | 0 | 3 | 0 | FK Rostov            | LV, RV, SP |
| 10  | Gylfi Sigurðsson           | 08-09-1989    | 3  | 1 | 0 | 0 | 0 | 0 | 0 | Everton FC           | AM         |
| 11  | Alfreð Finnbogason         | 01-02-1989    | 3  | 1 | 1 | 0 | 0 | 0 | 2 | FC Augsburg          | SP         |
| 12  | Rúnar Alex Rúnarsson       | 18-02-1995    | 0  | 0 | 0 | 0 | 0 | 0 | 0 | FC Nordsjælland      | DM         |
| 13  | Frederik Schram            | 19-01-1995    | 0  | 0 | 0 | 0 | 0 | 0 | 0 | FC Roskilde          | DM         |
| 14  | Kári Árnason               | 13-10-1982    | 2  | 0 | 0 | 0 | 0 | 0 | 0 | Aberdeen FC          | CV, VM     |
| 15  | Hólmar Örn Eyjólfsson      | 06-08-1990    | 0  | 0 | 0 | 0 | 0 | 0 | 0 | Levski Sofia         | CV, VM     |
| 16  | Ólafur Ingi Skúlason       | 01-04-1983    | 0  | 0 | 0 | 0 | 0 | 0 | 0 | Kardemir Karabükspor | VM         |
| 17  | Aron Gunnarsson            | 22-04-1989    | 3  | 0 | 0 | 0 | 0 | 0 | 2 | Cardiff City         | CM         |
| 18  | Hörður Björgvin Magnússon  | 22-02-1993    | 3  | 0 | 0 | 0 | 0 | 0 | 0 | Bristol City         | CV         |
| 19  | Rúrik Gíslason             | 25-02-1988    | 2  | 0 | 0 | 0 | 0 | 1 | 0 | SV Sandhausen        | AM         |
| 20  | Emil Hallfreðsson          | 29-06-1984    | 2  | 0 | 1 | 0 | 0 | 0 | 0 | Udinese              | CM         |
| 21  | Arnór Ingvi Traustason     | 30-04-1993    | 1  | 0 | 0 | 0 | 0 | 1 | 0 | Malmö FF             | LV         |
| 22  | Jón Daði Böðvarsson        | 25-05-1992    | 1  | 0 | 0 | 0 | 0 | 0 | 1 | Reading FC           | SP         |
| 23  | Ari Freyr Skúlason         | 14-05-1987    | 2  | 0 | 0 | 0 | 0 | 2 | 0 | Sporting Lokeren     | LA, VM     |

### Wedstrijden

#### Groepsfase
| Nr. | Land       | GW | W | G | V | DV | DT | DS | Ptn |
| --- | ---------- | -- | - | - | - | -- | -- | -- | --- |
| 1   | Kroatië    | 3  | 3 | 0 | 0 | 7  | 1  | +6 | 9   |
| 2   | Argentinië | 3  | 1 | 1 | 1 | 3  | 5  | −2 | 4   |
| 3   | Nigeria    | 3  | 1 | 0 | 2 | 3  | 4  | −1 | 3   |
| 4   | IJsland    | 3  | 0 | 1 | 2 | 2  | 5  | −3 | 1   |

|                                               |            |       |                        |                                                                                |
| 16 juni 2018 «onderlinge duels» 16:00 (UTC+3) | Argentinië | 1 – 1 | IJsland                | Otkrytieje Arena, Moskou Toeschouwers: 44.190 Scheidsrechter: Szymon Marciniak |
| 16 juni 2018 «onderlinge duels» 16:00 (UTC+3) | Agüero 19' |       | 23' Alfreð Finnbogason | Otkrytieje Arena, Moskou Toeschouwers: 44.190 Scheidsrechter: Szymon Marciniak |

|                                               |               |       |         |                                                                                |
| 22 juni 2018 «onderlinge duels» 18:00 (UTC+3) | Nigeria       | 2 – 0 | IJsland | Volgograd Arena, Wolgograd Toeschouwers: 40.904 Scheidsrechter: Matthew Conger |
| 22 juni 2018 «onderlinge duels» 18:00 (UTC+3) | Musa 49', 75' |       |         | Volgograd Arena, Wolgograd Toeschouwers: 40.904 Scheidsrechter: Matthew Conger |

|                                               |                             |       |                        |                                                                                          |
| 26 juni 2018 «onderlinge duels» 21:00 (UTC+3) | IJsland                     | 1 – 2 | Kroatië                | Rostov Arena, Rostov aan de Don Toeschouwers: 43.472 Scheidsrechter: Antonio Mateu Lahoz |
| 26 juni 2018 «onderlinge duels» 21:00 (UTC+3) | Gylfi Sigurðsson 76' (pen.) |       | 53' Badelj 90' Perišić | Rostov Arena, Rostov aan de Don Toeschouwers: 43.472 Scheidsrechter: Antonio Mateu Lahoz |

KSÍ · A-internationals · Bondscoaches · Statistieken · IJslands vrouwenelftal · Olympisch elftal · IJsland U21 · IJsland U20 · IJsland U19 · IJsland U18 · IJsland U17 · IJsland U16 · Vrouwen U17
1946 – 1949 · 1950 – 1959 · 1960 – 1969 · 1970 – 1979 · 1980 – 1989 · 1990 – 1999 · 2000 – 2009 · 2010 – 2019 · 2020 − 2029
EK 2016
WK 2018
1946 · 1947 · 1948 · 1949 · 1950 · 1951 · 1952 · 1953 · 1954 · 1955 · 1956 · 1957 · 1958 · 1959 · 1960 · 1961 · 1962 · 1963 · 1964 · 1965 · 1966 · 1967 · 1968 · 1969 · 1970 · 1971 · 1972 · 1973 · 1974 · 1975 · 1976 · 1977 · 1978 · 1979 · 1980 · 1981 · 1982 · 1983 · 1984 · 1985 · 1986 · 1987 · 1988 · 1989 · 1990 · 1991 · 1992 · 1993 · 1994 · 1995 · 1996 · 1997 · 1998 · 1999 · 2000 · 2001 · 2002 · 2003 · 2004 · 2005 · 2006 · 2007 · 2008 · 2009 · 2010 · 2011 · 2012 · 2013 · 2014 · 2015 · 2016 · 2017 · 2018 · 2019 · 2020 · 2021 · 2022 · 2023 · 2024
Albanië ·
Andorra ·
Argentinië ·
Armenië ·
Azerbeidzjan ·
Bahrein ·
België ·
Bermuda ·
Bolivia ·
Bosnië en Herzegovina ·
Brazilië ·
Bulgarije ·
Canada ·
Chili ·
China ·
Cyprus ·
Denemarken ·
DDR ·
Duitsland ·
El Salvador ·
Engeland ·
Estland ·
Faeröer ·
Finland ·
Frankrijk ·
Georgië ·
Ghana ·
Griekenland ·
Guatemala ·
Honduras ·
Hongarije ·
Ierland ·
India ·
Iran ·
Israël ·
Italië ·
Japan ·
Kazachstan ·
Koeweit ·
Kosovo ·
Kroatië ·
Letland ·
Liechtenstein ·
Litouwen ·
Luxemburg ·
Malta ·
Mexico ·
Moldavië ·
Montenegro ·
Nederland ·
Nigeria ·
Noord-Ierland ·
Noord-Macedonië ·
Noorwegen ·
Oeganda ·
Oekraïne ·
Oostenrijk ·
Peru · 
Polen ·
Portugal ·
Qatar ·
Roemenië ·
Rusland ·
San Marino ·
Saoedi-Arabië ·
Schotland ·
Slovenië ·
Slowakije ·
Sovjet-Unie ·
Spanje ·
Trinidad en Tobago ·
Tsjechië ·
Tsjecho-Slowakije ·
Tunesië ·
Turkije ·
Venezuela ·
Verenigde Arabische Emiraten ·
Verenigde Staten ·
Wales ·
Wit-Rusland ·
Zuid-Afrika ·
Zuid-Korea ·
Zweden ·
Zwitserland
Argentinië (2018) ·
Engeland (2016) · 
Hongarije (2016) ·
Kroatië (2018) ·
Nigeria (2018) · 
Portugal (2016)